# Satrikh
Satrikh es un pueblo y nagar Panchayat situado en el distrito de Barabanki en el estado de Uttar Pradesh (India). Su población es de 12107 habitantes (2011). 

## Demografía
Según el  censo de 2011 la población de Satrikh era de 12107 habitantes, de los cuales 6368 eran hombres y 5739 eran mujeres. Satrikh tiene una tasa media de alfabetización del 56,29%, inferior a la media nacional del 67,68%: la alfabetización masculina es del 62,02%, y la alfabetización femenina del 50%.